# Африка
 Тази статия е за континента.  За римската провинция вижте Африка (римска провинция).  
Африка е вторият по големина и по население континент в света след Азия. Със своята площ от около 30 370 000 km² (включително площта на островите), тя заема 6% от повърхността и 20% от сушата на Земята, а нейните около 1,4 млрд. обитатели представляват над 15% от населението на света. Континентът е заобиколен от Средиземно море на север, Суецкия канал и Червено море по протежението на Синайския полуостров на североизток, Индийския океан на югоизток, и Атлантическия океан на запад. Континентът има 52 суверенни държави, включително остров Мадагаскар, редица други островни групи и Сахарска арабска демократична република, държава членка на Африканския съюз, чиято държавност се оспорва от Мароко.
Африка, по-специално Централна и Източна Африка, е широко разглеждана сред научната общност като мястото, от където произхождат хората и човекоподобните маймуни, както е видно от откриването на най-ранните хоминиди и техните предци, както и по-късно тези, които са на около седем милиона години.
Африка лежи от двете страни на екватора, което е предпоставка за обхващането на редица климатични зони. Единственият континент, който стига от северния умерен до южния умерен пояс. Меридианът Гринуич също преминава по нейната територия.

## Етимология
Древните римляни я наричали Africa terra – земята на африте, заради най-северната част на континента, която днес заема Тунис. Названието може да произлиза финикийското „афар, прах“; или от племето африди, които населявали Северна Африка, около Картаген; или да идва от гръцкото африке, без студ; или от латинското africa, слънчев.

## География
Африка се отделя от Европа чрез Средиземно море, свързана е с Азия естествено, но понастоящем границата между двата континента е Суецкият канал. На изток бреговете се мият от Индийски океан, на запад от Атлантически океан. Най-северната точка на континента е нос Рас ал Абиад в Тунис – 37°21′ с.ш., най-южната – нос Иглен нос в Република Южна Африка – 34°51′15″ ю.ш., най-западната точка на континента е нос Алмади в Сенегал, а при островите Кабо Верде з.д. е 17°33′22″. Най-източната точка е нос Рас Хафун в Сомалия – 89°31′66″ и.д. Бреговата линия на континента е слабо разчленена и е дълга 26 000 km. По-голямата част от континента е разположена в Източното полукълбо.
На континента са разположени 63 политически територии, от които 55 независими държави. Най-голямата е Алжир – 10-а в света, следвана от Судан – 16-а в света. Най-малката държава са Сейшелски острови, а на самия материк – Гамбия.
Континентът по принцип се разделя на четири основни географски региона:
- Северна Африка – пустинен и полупустинен регион, където се намират едни от най-големите държави на континента. Населението е предимно мюсюлманско и френскоговорещо.
- Западна Африка – с повече валежи от Северна Африка, смесено християнско и мюсюлманско население. Някои от най-западните страни (Сиера Леоне, Либерия) се отличават с много влажен климат.
- Източна Африка – разнообразна в езиково и религиозно отношение, по-скоро християнско население. Туризмът е добре застъпен в част от източноафриканските държави, най-вече Кения и Танзания.
- Южна Африка – предимно англоговорещо християнско население. Република Южна Африка е най-добре развитата страна на континента и е основна туристическа дестинация.

### Релеф
По-голямата част от Африка е разположена върху стабилна зона на Африканската литосферна плоча. Повърхността ѝ е сравнително заравнена от външните земни процеси, но е с голяма надморска височина. По периферията на Африканската плоча са активните зони. По надморска височина континентът се поделя на две части: Северозападна Африка и Югоизточна Африка.
Безспорно най-отличителната планинска система в Африка е разположена на изток – Източноафриканската рифтова система от вулкани – тя се простира от Етиопия (Етиопско плато) до ЮАР (Драконови планини). Част от нея продължава на Арабския полуостров. Планинските вериги са разположени успоредно на бреговата линия, оформяйки масив с формата на кука, простиращ се от Еритрея до Ангола. Други забележителни планини са Атласките в Северна Африка, както и масивите Тибести в Сахара, Фута Джалон в западна Африка и Камерунската планинска верига.
Най-високата планина е Килиманджаро с връх Ухуру, висок 5895 m, други планини са Драконови планини, Атласки планини, Рувензори, Етиопска планинска земя, Тибести, Камерун и др.
Най-голямата пустиня на Земята е в Африка – Сахара, с площ от 9 000 000 km². Други големи пустини са Намиб, Калахари, Арабска пустиня. В резултат на тектоничното движение се е образувала т. нар. Източноафриканска рифтова долина, чиято средна височина е под морското равнище и където са разположени Великите африкански езера.

### Води
Повечето големи реки се вливат в Атлантическия океан. На африканския континент е най-дългата река на планетата Земя – Нил, дълга 6671 km. Други големи реки са Конго (Заир), Нигер, Сенегал, Замбези, Оранжева река, Лимпопо, Руфиджи и Убанги. Изворите на Нил и Конго се намират в планините на източна Африка. Големите реки се характеризират с множество бързеи и водопади по горното си течение, но по долното са отлични за транспортни цели. По-малките реки често пресъхват преди да стигнат голям воден басейн, в който да се изтекат.
Разположено между ДР Конго, Бурунди, Танзания и Замбия е второто по дълбочина езеро на Земята – Танганика, дълбоко 1470 m, принадлежащо към Великите африкански езера. Други големи езера са Чад в централна Африка, Виктория, Няса, Рудолф, Мверу и Киву.

### Климат
В Африка симетрично на екватора ca разположени 4 климатични пояса: екваториален, субекваториален, тропичен и субтропичен. Тази характерна особеност на географското разположение е причина в различните части на континента да няма големи температурни амплитуди.
Африка е най-горещият континент. Най-горещите точки на континента са в Северна Африка, където се намира най-голямата пясъчна пустиня в света – Сахара. Разредеността на въздуха и високите нива на слънчева радиация в централните части на пустинята са причина през деня температурите да са много високи, а през нощта те да падат до почти минусови стойности. По̀ на юг океанското влияние донякъде допринася за регулирането на климата и образуването на най-големия полупустинен регион в света – Сахел. В крайните южни и северни части на континента климатът е умерен. Най-крайните северни страни са по-горещи и сухи от най-крайните южни, тъй като последните са под благоприятното влияние на Индийския и Атлантическия океан. Във високите планини се установява планински климат. Най-високите планини са част от хионосферата.
Валежите в Африка са разпределени много неравномерно. Валежните количества са пряко зависими от разположението на слънцето спрямо повърхността и релефа. В тропичните региони валежите са най-обилни, когато слънчевата светлина пада перпендикулярно на Земята или малко след това. Най-обилните валежи са над тропическите гори по екватора и по горното течение на Нил, но количеството дъжд не достига това на най-влажните места на планетата. Най-оскъдни са валежите над Сахара и Калахари.

### Флора и фауна
Флората и фауната на Африка са може би едни от най-запазените на Земята. Тук се срещат редица видове, характерни само за този континент. Голямото многообразие от видове се опазва от огромна мрежа от резервати и паркове, предпазващи животните от бракониерство и намеса на човека.
Планинският климат, различията в релефа и въздушните течения са предпоставка за образуването на континента едновременно на екваториални гори, савани, полупустини и пустини.

### Природни ресурси
Африка е богата на природни ресурси. Особено големи са запасите на различни минерални суровини.
Експлоатират се големите находища на нефт и газ в Северна и Западна Африка, в Либия, Алжир и Нигерия; на желязна руда в Либерия, Мавритания, Гвинея и Габон; на манганови и уранови руди в Нигер и Габон; на боксити в Камерун и Гвинея. Значителни са находищата на въглища, злато и диаманти в Южна Африка, на медни и кобалтови руди в Конго-Заирската котловина, на фосфорити в Атласките планини. Хидроенергийните ресурси са около 1/5 от световните. Агроклиматичните и почвените условия позволяват развитие на различна земеделска дейност по долината на Нил, по африканското Средиземноморие и в субтропичните.
Екология и биоразнообразие
Африка има над 3000 резервата, със 198 морски защитени зони, 50 биосферни резервата и 80 влажни зони. Значителното унищожаване на местообитанията, увеличаването на човешкото население и бракониерството, намаляват африканското биологично разнообразие и обработваемата земя. Човешкото посегателство, гражданските вълнения и въвеждането на видове, които не са местни, заплашват биологичното разнообразие в Африка.
Според Университета на Пенсилванския африкански изследователски център, 31 % от пасищата в Африка и 19 % от горите ѝ и гористите местности се класифицират като понижени. Африка губи над четири милиона хектара гори годишно, което е два пъти повече от средната норма за обезлесяване за останалата част от света. Някои източници твърдят, че приблизително 90 % от първоначалните девствени гори в Западна Африка са били унищожени. Над 90 % от първоначални гори на Мадагаскар са унищожени след пристигането на хората преди 2000 години. Около 65 % от земеделските земи на Африка страдат от ерозия на почвата.

### Физикогеографско райониране
Континентът Африка се разполага в пределите на субтропичния, тропичния, субекваториалния и екваториалния пояси. На неговата територия са обособени 4 големи региона: 1. Средиземноморие; 2. Судан – Сахара –Арабия; 3. Екваториална и Южна Африка и 4. Източна Африка. Те от своя страна включват 8 сектора, които се поделят на 33 области, в които на свой ред са обособени 92 подобласти. В Западна Сахара има обособени 4 броя малки района.
1. Средиземноморие
1.1. Атласки планини – образувани са през херцинската и алпийската орогенеза и обграждат обширни междупланински котловини, с типично средиземноморски климат и ландшафти по наветрените склонове и полупустини във вътрешните засушлшвш райони. Простират се на териториите на Мароко, Алжир и Тунис.
1.1.1. Средиземноморски хребети – простират се в северните, крайбрежни части на Атласките планини.
1.1.2. Централен и Южен Атлас – простират се в централните и южни части на Атласките планини.
1.1.2.1. Мароканска Месета – заема северозападни платовидни части на Атласките планини в Мароко.
1.1.2.2. Атласки планини – заемат западните, най-високи части на Атласките планини в Мароко.
1.1.2.3. Вътрешни котловини – заемат вътрешните понижени участъци между Средиземноморските хребети на север и Сахаро-Туниските хребети на юг.
1.1.2.4. Сахаро-Туниски хребети – заемат, южните пустинни и полупустинни части на Атласките планини.
2. Судан – Сахара –Арабия
2.1. Сахара – най-голямата пустиня на Земята, като преобладават каменистите и глинестите пустини. Растителността е крайно оскъдна и представена от ксерофитни храстово-тревисти формации.
2.1.1. Западна Сахара – простира се на териториите на Мароко, Западна Сахара, Мавритания, Алжир, Мали, Тунис и Либия.
2.1.1.1. Приатлантичческа Сахара – заема крайните западни, равнинни, крайбрежни части на Сахара на териториите на Мавритания и Западна Сахара.
2.1.1.2. Възвишения Адрар – Еглаг – в Северна Мавритания, Западен Алжир и Южно Мароко.
2.1.1.3. Равнини Ел Джуф – в Мавритания и Мали.
2.1.1.4. Плато Танезруф – в Северно Мали, Югозападен Алжир и Западен Нигер.
2.1.1.5. Райони в Северозападна Сахара – в Западен Алжир и Североизточна Мавритания.
2.1.1.5.1. Голям Западен ерг – в Западен Алжир и Североизточна Мавритания.
2.1.1.5.2. Район Тидикелт – в Западен Алжир.
2.1.1.6. Предатласки предпланински райони – в Северен и Западен Алжир и Югоизточно Мароко.
2.1.1.7. Плато Мзаб – Тадемаит – в Централен Алжир.
2.1.1.8. Райони на Голям Източен ерг – в Източен Алжир, Южен Тунис и Северозападна Либия.
2.1.1.8.1. Голям Източен ерг – в Източен Алжир, Южен Тунис и Северозападна Либия.
2.1.1.8.2. Падина на Туниските шоти – в Южен Тунис и Източен Алжир.
2.1.2. Северна Сахара – простира се на територията на Либия.
2.1.2.1. Падини Едейен – в Западна Либия
2.1.2.2. Либийско плато – в Централна, Източна и Южна Либия.
2.1.2.3. Приморски низини Джефара – Сиртика – заема северното, средиземноморско крайбрежие на Либия.
2.1.3. Централносахарски планини – простират се на териториите на Алжир, Нигер и Чад.
2.1.3.1. Масив Ахагар – в Южен Алжир.
2.1.3.2. Масив Тибести – в Северен Чад и Южна Либия.
2.1.3.3. Пояс на куестите Тасили – в Югоизточен Алжир.
2.1.3. Южна Сахара – простира се на териториите на Мали, Алжир, Нигер, Чад, Либия и Судан.
2.1.3.1. Плато Адрар дез Ифогас – в Североизточно Мали, и Южен Алжир.
2.1.3.2. Райони Талак – в Северен Нигер.
2.1.3.3. Плато Аир – в Централен Нигер.
2.1.3.4. Райони Тенере – Кавар – в източен Нигер и Западен Чад.
2.1.3.5. Падина Боделе – в Чад.
2.1.3.6. Плата Ерди и Еннеди – в Североизточен Чад, Югоизточна Либия и Северозападен Судан.
2.1.4. Източна Сахара – простира се на териториите на Либия, Египет и Судан.
2.1.4.1. Южнолибийско плато – в Югоизточна Либия, Югозападен Египет и Северозападен Судан.
2.1.4.2. Либийска падина на оазисите – в Източна Либия и Западен Судан.
2.1.4.3. Северозападни райони – в Североизточна Либия.
2.1.4.4. Брегово плато и низини – в Северен Египет.
2.1.4.5. Долина на река Нил – в Египет и Судан.
2.1.4.6. Източни пустини – в Източен Египет и Североизточен Судан.
2.1.4.7. Хребет Етбай – в Източен Египет и Североизточен Судан.
2.2. Судан – в сектора преобладават равнинните савани, с рязка смяна на природните аспекти в зависимост от сезоните – летен влажен и зимен сух, обусловени от смяната на въздушните маси в климата на екваториалните мусони.
2.2.1. Западен Судан – простира се между Сахара на север Северногвинейските възвишения на юг, брега на Атлантическия океан на запад и падината на езерото Чад на изток.
2.2.1.1. Приатлантически райони Сенегамбия – в Сенегал, Гамбия, Гвинея-Бисау и Северозападна Гвинея.
2.2.1.2. Плато Сахел – в Южно Мали, Буркина Фасо и Южен Нигер.
2.2.1.3. Севернонигерийски райони – в Източен Нигер и Северна Нигерия.
2.2.1.4. Южнонигерийски райони – в Северна Нигерия
2.2.2. Централен Судан – обхваща падината на езерото Чад, Южен Чад, северната част на ЦАР и Западен Судан.
2.2.2.1. Плато Дамергу–Дамагарим – в Североизточна Нигерия
2.2.2.2. Северночадски райони – заема падината на езерото Чад.
2.2.2.3. Равнина Шари – Логоне – в Североизточна Нигерия, Южен Чад и северната част на ЦАР.
2.2.2.4. Плато Дарфур – в Западен Судан.
2.2.3. Източен Судан – обхваща централните части на Судан и северните части на Южен Судан.
2.2.3.1. Плато Кордофан – в югозападната част на Судан.
2.2.3.2. Равнини Сед – в северната част на Южен Судан.
2.2.3.3. Равнини Гезире – в източните части на Судан.
2.2.3.4. Равнини Атбара – в североизточната част на Судан.
3. Екваториална и Южна Африка
3.1. Северна Гвинея – секторът е зает от издигащи се на повърхността хорстово-блокови ниски планини и плата на Африканската платформа с много влажни южни наветрени склонове, покрити предимно с вечнозелени гори, и по-сухи северни, където се появяват смесени и сезонно влажни (мусонни) ори и високотревисти савани.
3.1.1. Приатлантическа низина – заема цялото северно крайбрежие на Гвинейския залив
3.1.2. Северногвинейско плато – простира се на около 2500 km от запад на изток между Приатлантическата низина на юг и областта Сахел на север.
3.1.2.1. Плато Фута Джалон – в най-западната част на областта, на предимно на територията на Гвинея.
3.1.2.2. Леоно-Либерийски планини – в Гвинея, Либерия и северозападната част на Кот д'Ивоар.
3.1.2.3. Равнини на Кот д'Ивоар – в Кот д'Ивоар.
3.1.2.4. Равнини на реките Оти и Волта – в Кот д'Ивоар, Гана и Бенин.
3.1.2.5. Планини Аквапим – Того – в Бенин и Того.
3.1.2.6. Равнини Йоруба – в Западна Нигерия.
3.1.2.7. Падина Нигер – Бенуе – в Югоизточна Нигерия.
3.1.2.8. Масив Джос – в Централна Нигерия.
3.2. Падина на река Конго и околни възвишения – представлява вътрешна синеклизна платформа, простираща се в екваториалния и субекваториалния (на север и юг) климатични пояси, където господстват ландшафтите на влажните вечнозелени и смесени гори, преминаващи по периферията на падината (на север, запад и юг) във влажни савани.
3.2.1. Плато Азанде – северозападна „ограда“ на Конгоанската падина, на териториите на ЦАР, Камерун и Република Конго.
3.2.1.1. Масив Камерун – в Югозападен Камерун.
3.2.1.2. Високи равнини Азанде – ЦАР, Камерун и Република Конго.
3.2.2. Южногвинейски възвишения – западна „ограда“ на Конгоанската падина, на териториите на Екваториална Гвинея, Камерун, Габон и Република Конго.
3.2.2.1. Северни високи равнини – в Екваториална Гвинея, Камерун и Габон.
3.2.2.2. Южни възвишения – в Габон и Република Конго.
3.2.3. Падина на река Конго – заема почти цялата територия на Демократична Република Конго.
3.2.3.1. Горна платформа – заема североизточните, източните и югоизточните по-високи части на падината.
3.2.3.2. Долна платформа – заема централните, най-ниски части на падината.
3.2.4. Плато Лунда – Катанга – южна „ограда“ на Конгоанската падина, на териториите на Демократична Република Конго и Ангола.
3.2.4.1. Масив Бие – в Северна Ангола.
3.2.4.2. Плато Лунда – в Централна Ангола.
3.2.4.3. Североизточна Катанга – в югоизточната част на Демократична Република Конго.
3.2.4.4. Югозападна Катанга – в югозападната част на Демократична Република Конго и Североизточна Ангола.
3.3. Южна Африка – в нея се срещат всички ландшафти характерни за континента Африка, с изключение на екваториалните. Освен южната периферия на Африканската платформа и синеклизата Калахари, към нея се отнасят и херцинските Капски планини. Във вътрешните райони на Южна Африка предвид намаляващото овлажняване от север на юг и от изток на запад редките гори и влажните и типичните савани отстъпват място на опустинените савани, заемащи големи части от Калахари. В западните части се простират полупустини и пустини (Намиб). Източните крайбрежни низини и склоновете на Драконовите планини са заети от влажни савани и влажни тропични и планински гори. В Капските планини и в югоизточната периферия на континента (до 30° ю.ш.) са развити субтропични вечнозелени храсти на капската флора (на югозапад, при средиземноморски климат) и вечнозелени смесени гори (на югоизток, при субтропичен мусонен климат).
3.3.1. Мозамбикска низина – простира се по цялото протежение на крайбрежието на Мозамбик.
3.3.2. Голям откос – обхваща източните склонове на Драконовите планини в РЮА, Мозамбик и Зимбабве.
3.3.3. Южнозимбабвийско плато – в Зимбабве и Мозамбик.
3.3.3.1. Плато Машоналенд – заема северната част на Южнозимбабвийското плато в Зимбабве и Мозамбик.
3.3.3.2. Плато Матабелеленд – заема южната част на Южнозимбабвийското плато в Зимбабве.
3.3.4. Плата Велд и Басутоленд – заема северните и централни части на РЮА.
3.3.4.1. Висок и Среден Велд и Бушвелд – заема централната част на РЮА.
3.3.4.2. Плато Басуто – заема северната част на РЮА.
3.3.5. Плато Горно Кару – разположено в южната част на РЮА.
3.3.6. Плата в Югозападна Африка – разположени са на територията на Намибия.
3.3.6.1. Приатлантически плата – в централната част на Намибия.
3.3.6.2. Източен Намакваленд – в източната част на Намибия.
3.3.6.3. Брегова равнина (Намиб) – простира се крайбрежието на Намибия.
3.3.7. Калахари – заема почти цялата територия на Ботсуана, Източна Намибия, Западно Зимбабве, Западна Замбия и Южна Ангола.
3.3.7.1. Замбезия – в Западна Замбия.
3.3.7.2. Басейн на река Окаванго – в Южна Ангола и Северозападна Ботсуана.
3.3.7.3. Падина Етоша Пан – в Югозападна Ангола и Северна Намибия.
3.3.7.4. Райони Бакалахари – в Северна и Централна Ботсуана.
3.3.7.5. Югозападно Калахари – в Южна Ботсуана, Югоизточна Намибия и в северозападната част на РЮА.
3.3.8. Капленд – простира се в югозападната част на РЮА.
3.3.8.1. Капски планини – в крайния югозападен ъгъл на РЮА.
3.3.8.2. Падина Голямо Кару – в западната част на РЮА.
3.3.9. Мадагаскар – заема остров Мадагаскар.
3.3.9.1. Наветрени склонове и брегова низина – простира се по източното крайбрежие на острова.
3.3.9.2. Централно плато – заема централните части на острова.
3.3.9.3. Западно плато и равнини – простират се по западното и северното крайбрежие на острова.
3.3.9.4. Югозападна равнина – заема крайния югозападен ъгъл на острова.
4. Източна Африка
4.1. Източноафриканска планинска земя – плата и планини заети от нагъвания и разломи, с дълбоки езера и много високи върхове. Има обширни лавови пространства. Климатът е субекваториален (мусонен), даже и в екваториалните ширини, а ландшафтите са представени от опустинени и типични савани в северните части и редки гори в южните.
4.1.1. Западни езерни грабени – разположени са в Уганда, източната част на Демократична република Конго, Руанда, Бурунди и Западна Танзания.
4.1.1.1. Езера Алберт и Едуард – в Уганда и в източната част на Демократична република Конго.
4.1.1.2. Езеро Киву – в Руанда и в източната част на Демократична република Конго.
4.1.1.3. Езеро Танганика – в източната част на Демократична република Конго, Бурунди и Западна Танзания.
4.1.1.4. Езера Руква и Малави – в Югозападна Танзания, Североизточна Замбия, Малави и Северен Мозамбик.
4.1.2. Централни райони – заемат части от Уганда, Кения и Танзания.
4.1.2.1. Райони Уганда – в Източна Уганда и Западна Кения.
4.1.2.2. Райони Унямвези – в Западна и Централна Танзания.
4.1.3. Плато Малави – простира се в Южна Танзания и Северен Мозамбик.
4.1.4. Вулканско плато Кения – заема централните части на Кения.
4.1.5. Брегови откос – простира се по крайбрежието на Кения и североизточния бряг на Танзания.
4.2. Етиопска планинска земя и полуостров Сомалия – заема Етиопската планинска земя и полуостров Сомалия, с обширни лавови полета. Има ясно изразена височинна зоналност на ландшафтите с влажни западни и сухи източни склонове. Тектонската падина Афар е заета от полупустини, а на полуостров Сомалия във връзка с минималното овлажняване към Индийския океан вечнозелените гори във вътрешните планински райони отстъпват място на опустинени савани и полупустини.
4.2.1. Етиопска планинска земя
4.2.1.1. Вулканско плато – заема централните части на Етиопската планинска земя в Етиопия.
4.2.1.2. Високи равнини Такезе – простират се в Северна Етиопия и Северна Еритрея.
4.2.2. Пояс на разломите – дълга и тясна ивица в Южна Еритрея, Джибути и Централна Етиопия.
4.2.2.1. Падина Афар – дълбока тектонска депресия в Южна Еритрея, Джибути и Североизточна Етиопияа.
4.2.2.2. Етиопски грабен – в Централна Етиопия.
4.2.3. Полуостров Сомалия – заема Източна Етиопия и Сомалия.
4.2.3.1. Низина Бенадир – в Южна Сомалия.
4.2.3.2. Плато Галла-Сомалия – в Източна Сомалия
4.2.3.3. Вътрешни хребети – в Северна Сомалия и Източна Етиопия.

## История
Първите сведения за народите на Африка са получени от елинските и римските автори. Те описват съвременните им и по-древни цивилизации на древните африкански народи, най-известни от които са тези на Древен Египет, Нубия и Картаген. В този период северните африкански земи са били част и от Римската империя и държавата на Александър Македонски.
През Средновековието информацията за Африка се свързва с арабското нашествие на континента и разпространението на исляма в значителна част от континента.
Дотогава представите на европейците за Африка са предимно свързани с легенди, предания и антични източници. Нов етап в историята на Африка е започването на Великите географски открития. Установено от експедициите е, че голямата част от чернокожото население на Африка живее в общества със слабо развита социална и политическа структура. Налице са слаби и нетрайни държавни образувания. Тази среда се оказва добра почва за организиране на колонии от водещите европейски държави от периода на Великите географски открития – Великобритания, Франция, Испания, Португалия, Холандия, а по-късно Германия, Италия и Белгия. Единствената страна непопаднала под колониална власт, но силно зависима е Етиопия.
След края на Първата световна война се извършва преразпределение на колониалното влияние в Африка – Германия губи своите колонии. След Втората световна война започва процесът на придобиване на независимост на африканските колонии. Този процес трае до средата на 80-те години на ХХ век. Независимите държави остават крайно зависими от своите бивши метрополии. Това се дължи на слабото икономическо развитие, породено от хищическото използване на ресурсите им, без да се инвестира в развитието на тези територии. Показателен пример за това са бившите португалски колонии, които понастоящем са едни от най-бедните в света – Ангола, Мозамбик, Сао Томе и Принсипи, Гвинея-Бисау.
Друг важен момент от най-новата история на Африка е, че границите между отделните държави не са прекарани съгласно етническо разпределение на народите, а са остатък от политическите взаимоотношения между бившите метрополии. Така етносите биват разделени изкуствено и редица държави са с повишено етническо напрежение, водещо до непрестанни конфликти, допълнително забавящи развитието на континента. Повечето от държавите в Африка са част от страните на Третия свят.
Около 3300 г. пр.н.е., историческите данни са изложени в Северна Африка с повишаването на грамотността във фараонските цивилизации на Древен Египет.
Един независим център на цивилизацията с търговските връзки към Финикия е създадена от финикийци от Тир върху северозападния африканския бряг в Картаген.
Европейското проучване на Африка започва с древните гърци и римляни. През 332 г. пр.н.е., Александър Велики е посрещнат като освободител в Перскийския окупиран Египет. Той основава Александрия в Египет, която се превръща в просперираща столица на династията на Птолемеите след смъртта му.
След завладяването на средиземноморското крайбрежие на Северна Африка от Римската империя, районът е интегриран икономически и културно в римската система. Настъпва Римско селище в съвременния Тунис и на други места по крайбрежието. Първият римски император роден в Северна Африка е Септимий Север. Роден е в днешна Либия, майка му е с корени от Италия и Рим.
Християнството се разпространява в тези области в ранна дата, от Юдея през Египет и извън границите на римския свят в Нубия.
В началото на VII век, новосформираният Арабско-ислямски халифат разширява дейността си в Египет, а след това в Северна Африка. За кратко местният берберски елит е интегриран в мюсюлманските арабски племена.
Ислямът се разпространява в Субсахарска Африка главно чрез търговски пътища и миграцията.

### Ръст на търговията с роби
Робството отдавна се практикува в Африка. Между VII и XX век, арабската търговия с роби (известна също като робството на Изток) взима 18 милиона роби от Африка. Между XV и XIX век (500 години), търговията на Атлантически роби се оценява на 7 – 12 милиона роби в Новия свят. Повече от 1 милион европейци са заловени от средиземноморски пирати и продадени като роби в Северна Африка между XVI и XIX век.
В Западна Африка спадът на търговията с роби причинява драматични икономически промени в местните политически общества. Между 1808 и 1860 г. британската западна африканска ескадрила иззема приблизително около 1600 кораби с роби и освобождава 150000 африканци, които са на борда.
Действия се взимат и по отношение на африканските лидери, които отказват да се съгласят с британските договори с незаконната търговия. Например срещу „узурпирането на крал Лагос“, свален от власт през 1851 г., който е против робските договори, които са подписани с над 50 африкански владетели. Най-големите сили на Западна Африка), приемат различни начини за адаптиране към промяната. Асанте и Дахомей се концентрират върху развитието на „законната търговия“ във формата на палмово масло, какао, дървен материал и злато, формиращи основата на модерния търговски износ на Западна Африка.

### Берлинска конференция
Конференцията в Берлин, проведена през 1884 – 85 г., е важно събитие в политическото бъдеще на африканските етнически групи. Тя е свикана от краля на Белгия Леополд II и с участието на европейските сили, които имат претенции към африканските територии. Той иска да сложи край на надпреварата на европейските сили за Африка, като се съгласява на политическо разделение и сфери на влияние.

## Икономика
Икономиката на страните от африканския континент е най-слабо развитата в света. Основна причина за това е характерът на националните стопанства на повечето държави, които са ориентирани към развитие на първичния сектор. Това екстензивно стопанско развитие е пряко следствие от колониалния период на континента, когато колониите са служели единствено като източник на евтини суровини и в тях не е била добре развивана инфраструктурата. След деколонизацията континентът се превръща в едно от основните идеологически бойни полета в Студената война, и десетките войни породени от конфликта между суперсилите допринасят за допълнителното усложнение на икономическата ситуация. От 54 различни страни на континента, 25 от тях са в списъка на ООН с най-слабо развитите държави.
Днес в основата на повечето африкански икономики стоят екстензивното земеделие, добивът на полезни изкопаеми и някои преработващи отрасли.
Изключение сред африканските държави прави Република Южна Африка, която се счита за единствената развита държава на континента. След падането на режима на апартейд обаче и нейните икономически показатели рязко започват да се влошават. Важно перо от икономиката на някои от африканските държави е туризмът. Все повече хора желаят да посетят природните и исторически забележителности. Политическата нестабилност в редица държави обаче възпрепятства цялостното развитие на туризма.

## Население
Населението на Африка е най-бързо нарастващото в света. Според изчисления на ООН, населението на континента се е удвоило между 1982 и 2009 г., а между 1955 и 2009 г. то се е учетворило. Към края на 2009 г. то вече е било около 1 милиард души. Най-населената страна е Нигерия (160 млн. души), следвана от Египет (ок. 80 милиона) и Етиопия (78 млн. души).
Поради по-слабата икономическа и политическа развитост на повечето държави от континента не е възможно да се предостави и обработи точна информация за нуждите на демографската статистика. Най-голямата раждаемост в света е в Нигер – 50,08 раждания на 1000 души, което съпоставено с около 10 смъртни случая на 1000 души дава прираст от близо 40%, или 3,66 % годишно нарастване на населението. Средното ниво на естествения прираст в относителен израз за континента е около 25 – 30 ‰. Характерна особеност за демографската ситуация на континента е, че от 2000 г. се наблюдават страни с отрицателен естествен прираст – Ботсуана, Република Южна Африка, Есватини и Лесото. Това се дължи на високия процент болни от СПИН в тези страни. В Лесото, Ботсуана и Есватини продължителността на живота е под 35 години.
Континентът е слабо урбанизиран. Изключения са северноафриканските страни и РЮА. Средната гъстота е 30 души на квадратен километър. За Африка са характерни няколко огромни града, типичен пример за псевдоурбанизация. Това са многомилионните Кайро, Лагос, Киншаса, Абиджан и др.
В Африка се говорят множество местни диалекти, но като втори език навсякъде се използва английски и френски.

## Култура
Културното разнообразие на Африка включва арабската култура от Северна Африка, пренесената от колонизаторите западноевропейска култура и разбира се огромното многообразие на местните културни общности, формирани по етнически признак.
Следи от културите на древни цивилизации са намерени предимно в Северна Африка – районът на Египет, Судан, Либия, Алжир, Тунис и Мароко. В пустинята Сахара в планинските ѝ части са открити рисунки по скалите останали от пещерната епоха – планината Тибести. По-голямата част от чернокожото население не е оставило следи за своята култура в миналото, поради отсъствие на азбука и ниската степен на обществено развитие. Първи сведения за самобитността на африканската култура се придобиват от европейските колонизатори. Важен момент от развитието на африканската култура е пренасянето ѝ в Америка от чернокожите роби, където впоследствие се развива като афроамериканска култура.

## Религия
Многообразието от религии е присъщо за Африка. Най-значимо присъствие имат ислямът и християнството. Ислямът е разпространен в северните части на континента, вследствие на арабската експанзия през Средновековието. Тук е застъпено сунитство. Разпространението на християнството започва още по времето на Римската империя. Първо се християнизират жителите на провинция Египет. Днес наследници на тези ранно християнизирани хора се считат коптите. В малко по-късен етап се християнизират и етиопците. Днес по-голямата част от населението също изповядва християнската вяра, като се счита, че тяхната църква принадлежи към източно православния свят. Силното християнизиране на континента по време на Великите географски открития и последвалата ги колонизация на континента. Католицизмът е силно застъпен от испанските, португалските и френските колонизатори. Протестантството се разпространява от англичани и холандци. Въпреки това в наши дни все още значителна част от населението изповядва местни религиозни вярвания и култове към духове, предмети и явления. В Бенин вуду магията е със статут на официална религия.
Религиозното разнообразие в континента и политическите граници, прокарани на неетническа основа са в основата на редица военни кървави конфликти, съпътстващи развитието на африканския континент през най-новата му история.

## Държави
Страните в Африка са 54 на брой.
Повечето от тях са били колонии на различни колониални империи. В някои от африканските страни все още се говори на езика на колониалистите. Техните граници са се променяли. Ето и няколко карти с техните изменения
- Колониите на Африка през 1913: белгийски, френски, немски, великобритански, италиански, португалски и испански (в бяло са независимите държави)
- Колониите на Африка през 1914
- Анимирана карта на обявяването на независимост на колониите
(1950 – 1993)

| Име на държавата или територията и знаме                   | Площ (km²) | Население (2014 приблизително) | Гъстота на населението (души на km²) | Столица                                                            |
| ---------------------------------------------------------- | ---------- | ------------------------------ | ------------------------------------ | ------------------------------------------------------------------ |
| Източна Африка                                             |            |                                |                                      |                                                                    |
| Бурунди                                                    | 27 830     | 10 163 000                     | 322,9                                | Бужумбура                                                          |
| Джибути                                                    | 23 000     | 864 618                        | 22,4                                 | Джибути                                                            |
| Еритрея                                                    | 121 320    | 6 340 000                      | 46,5                                 | Асмара                                                             |
| Етиопия                                                    | 1 127 127  | 86 613 986                     | 75,6                                 | Адис Абеба                                                         |
| Замбия                                                     | 752 614    | 15 092 666                     | 15,7                                 | Лусака                                                             |
| Кения                                                      | 582 650    | 44 360 000                     | 66,0                                 | Найроби                                                            |
| Коморски острови                                           | 2 170      | 724 300                        | 346,7                                | Морони                                                             |
| Мавриций                                                   | 2 040      | 1 257 900                      | 616,6                                | Порт Луи                                                           |
| Мадагаскар                                                 | 587 040    | 20 696 070                     | 35,1                                 | Антананариво                                                       |
| Малави                                                     | 118 480    | 16 363 000                     | 120,4                                | Лилонгве                                                           |
| Майот (Франция)                                            | 374        | 212 600                        | 489,7                                | Мамудзу                                                            |
| Мозамбик                                                   | 801 590    | 23 700 715                     | 27,0                                 | Мапуто                                                             |
| Реюнион (Франция)                                          | 2 512      | 820 136                        | 296,2                                | Сен Дьони                                                          |
| Руанда                                                     | 26 338     | 10 537 222                     | 397,6                                | Кигали                                                             |
| Сейшели                                                    | 455        | 90 945                         | 192,2                                | Виктория                                                           |
| Сомалия                                                    | 637 657    | 10 496 000                     | 15,4                                 | Могадишу                                                           |
| Танзания                                                   | 945 087    | 44 928 923                     | 43,3                                 | Додома                                                             |
| Уганда                                                     | 236 040    | 35 357 000                     | 137,1                                | Кампала                                                            |
| Централна Африка                                           |            |                                |                                      |                                                                    |
| Ангола                                                     | 1 246 700  | 20 609 294                     | 10,3                                 | Луанда                                                             |
| Габон                                                      | 267 667    | 1 672 000                      | 5,6                                  | Либревил                                                           |
| Демократична република Конго                               | 2 345 410  | 67 514 000                     | 29,2                                 | Киншаса                                                            |
| Екваториална Гвинея                                        | 28 051     | 1 622 000                      | 22,6                                 | Малабо                                                             |
| Камерун                                                    | 475 440    | 20 386 800                     | 39,7                                 | Яунде                                                              |
| Република Конго                                            | 342 000    | 4 448 000                      | 11,7                                 | Бразавил                                                           |
| Сао Томе и Принсипи                                        | 1001       | 187 356                        | 212,4                                | Сао Томе                                                           |
| Централноафриканска република                              | 622 984    | 4 616 000                      | 7,2                                  | Банги                                                              |
| Чад                                                        | 1 284 000  | 12 825 000                     | 8,0                                  | Н'джамена                                                          |
| Южен Судан                                                 | 619 745    | 11 296 000                     | 18,2                                 | Джуба                                                              |
| Северна Африка                                             |            |                                |                                      |                                                                    |
| Алжир                                                      | 2 381 740  | 37 900 000                     | 14,3                                 | Алжир                                                              |
| Египет                                                     | 1 002 450  | 83 600 000                     | 82,9                                 | Кайро                                                              |
| Западна Сахара                                             | 266 000    | 567 000                        | 1,5                                  | Ел Аюн                                                             |
| Либия                                                      | 1 759 540  | 6 602 000                      | 4,0                                  | Триполи                                                            |
| Мароко                                                     | 446 550    | 33 077 100                     | 78,0                                 | Рабат                                                              |
| Судан                                                      | 1 861 484  | 37 077 100                     | 16,4                                 | Хартум                                                             |
| Тунис                                                      | 163 610    | 10 777 500                     | 64,1                                 | Тунис                                                              |
| Испански и португалски територии в Северна Африка:         |            |                                |                                      |                                                                    |
| Канарски острови (Испания)                                 | 7 492      | 1 694 477 (2001)               | 226,2                                | Главни градове: Лас Палмас де Гран Канария, Санта Круз де Тенерифе |
| Мадейра (Португалия)                                       | 797        | 245 000 (2001)                 | 307,4                                | Главен град: Фуншал                                                |
| Мелиля (Испания)                                           | 12         | 66 411 (2001)                  | 5,5                                  |                                                                    |
| Сеута (Испания)                                            | 20         | 71 505 (2001)                  | 3,6                                  |                                                                    |
| Южна Африка                                                |            |                                |                                      |                                                                    |
| Ботсвана                                                   | 600 370    | 2 024 904                      |                                      | Габороне                                                           |
| Зимбабве                                                   | 390 580    | 12 973 904                     | 29,1                                 | Хараре                                                             |
| Лесото                                                     | 30 355     | 2 074 000                      | 70,2                                 | Масеру                                                             |
| Намибия                                                    | 825 418    | 2 113 077                      | 2,6                                  | Виндхук                                                            |
| Република Южна Африка                                      | 1 219 912  | 52 980 990                     | 40,2                                 | Блумфонтейн, Кейп Таун, Претория                                   |
| Есватини                                                   | 17 363     | 1 250 000                      | 64,7                                 | Мбабане                                                            |
| Западна Африка                                             |            |                                |                                      |                                                                    |
| Бенин                                                      | 112 620    | 10 323 000                     |                                      | Порто Ново                                                         |
| Буркина Фасо                                               | 274 200    | 17 322 796                     | 57,4                                 | Уагадугу                                                           |
| Гамбия                                                     | 11 300     | 1 849 000                      | 157,7                                | Банджул                                                            |
| Гана                                                       | 239 460    | 24 658 823                     | 99,5                                 | Акра                                                               |
| Гвинея                                                     | 245 857    | 10 824 200                     | 40,9                                 | Конакри                                                            |
| Гвинея-Бисау                                               | 36 120     | 1 704 000                      | 42 5                                 | Бисау                                                              |
| Кабо Верде                                                 | 4 033      | 490 875                        | 107,3                                | Прая                                                               |
| Кот д'Ивоар                                                | 322 460    | 23 202 000                     | 63,9                                 | Абиджан, Ямусукро                                                  |
| Либерия                                                    | 111 370    | 4 294 000                      | 30,9                                 | Монровия                                                           |
| Мавритания                                                 | 1 030 700  | 3 460 040                      | 3,0                                  | Нуакшот                                                            |
| Мали                                                       | 1 240 000  | 15 302 000                     | 10,2                                 | Бамако                                                             |
| Нигер                                                      | 1 267 000  | 17 129 076                     | 12,1                                 | Ниамей                                                             |
| Нигерия                                                    | 923 768    | 173 615 000                    | 161,5                                | Абуджа                                                             |
| Света Елена, Възнесение и Тристан да Куня (Великобритания) | 410        | 5904                           | 14,4                                 | Главен град: Джеймстаун                                            |
| Сенегал                                                    | 196 190    | 13 567 338                     | 69,9                                 | Дакар                                                              |
| Сиера Леоне                                                | 71 740     | 6 190 280                      | 89,9                                 | Фрийтаун                                                           |
| Того                                                       | 56 785     | 6 190 155                      | 106,0                                | Ломе                                                               |
| Африка Общо                                                | 30 368 609 | 1 002 164 097                  | 33,0                                 |                                                                    |